# Nationalpark Paso Bravo
Der Nationalpark Paso Bravo liegt im Distrikt San Carlos im Departamento Concepción nahe der brasilianischen Grenze in Paraguay. Er wurde 1998 gegründet und hat eine Fläche von 1030 km². Es ist der größte Nationalpark im Ostteil des Landes. Er liegt 590 km von Asunción entfernt.

## Klima
Der durchschnittliche Niederschlag beträgt 1351 mm im Jahr; die regenreichsten Monate sind November und Dezember, die regenärmsten sind Juni bis September. Die Mindesttemperaturen werden zwischen Juni und August mit 14–15 °C, die Höchsttemperaturen zwischen November und März mit 33–34 °C verzeichnet.

## Fauna
Der Nationalpark beherbergt 48 % der bekannten Wildtiere des Landes, darunter Puma, Jaguar, Mähnenwolf, Großer Ameisenbär, Riesenotter, Kaimane, Boa constrictor, Anakondas sowie 428 Vogelarten, darunter der Nandu und 16 Papageienarten. In den Bächen des Parks gibt es 103 Fischarten.

## Flora
Paso Bravo ist das Ursprungsgebiet der Ananas, die von hier durch die Ureinwohner bis nach Mittelamerika und Mexiko gebracht wurde, sowie des Maniok und der wilden Tomate. Es gibt u. a. den Jatai-Baum (Hymenaea courbaril), der 35 m hoch wird und eine süße, essbare Frucht erzeugt, den Palo blanco (Calycophyllum multiflorum), den Yvyra pitá (Peltophorum dubium), den Lapacho (Handroanthus impetiginosus) und Orchideen.